# Motu Upou
Motu Upou är en ö i Kiribati.   Den ligger i örådet Kiritimati och ögruppen Linjeöarna, i den västra delen av landet, 3 300 km öster om huvudstaden Tarawa. Motu Upou ligger 5 meter över havet. Arean är 432 kvadratkilometer.
Terrängen på Motu Upou är mycket platt. Öns högsta punkt är 16 meter över havet. Den sträcker sig 39,6 kilometer i nord-sydlig riktning, och 44,4 kilometer i öst-västlig riktning.
Följande samhällen finns på Motu Upou:
- Tabwakea Village
- London Village
- Banana Village
- Poland Village